# Hugo Gatti
Hugo Orlando Gatti (Buenos Aires, 19 agosto 1944 – Buenos Aires, 20 aprile 2025) è stato un calciatore argentino, di ruolo portiere.
In tutta la sua lunga carriera totalizzò 755 presenze nella Primera argentina, record assoluto. Fu anche un opinionista nel programma calcistico spagnolo El Chiringuito, in onda sul canale tv Mega.

## Biografia
Morì a Buenos Aires il 20 aprile 2025 per una polmonite bilaterale all'età di 80 anni.

## Carriera

### Club
Iniziò la sua carriera nelle divisioni inferiori. Ben presto si pose in evidenza per la sua eccentricità, non limitandosi a stare tra i pali ma compiendo spesso anche delle uscite fuori dall'area della porta. Portiere acrobata tra i pali, divenne noto per la sua volontà di farsi notare, portando una bandana colorata in testa, i calzettoni bassi e maglie dai colori sgargianti.
Nel 1964, il River Plate pagò una somma considerevole per avere Gatti, come alternativa al mitico Amadeo Carrizo. Nel 1969, Gatti fu ceduto al Gimnasia y Esgrima La Plata. Nel 1975, l'allenatore Juan Carlos Lorenzo lo volle nell'Unión de Santa Fe. L'anno successivo, passò al Boca Juniors, club nel quale militò tredici anni diventando un idolo della tifoseria. Particolarmente brillanti furono le sue prestazioni nelle finali della Coppa Libertadores 1977 e della Coppa Intercontinentale dello stesso anno. In seguito, egli giudicò in particolare quest'ultima gara, disputata contro i tedeschi del Borussia Mönchengladbach come una delle migliori della sua carriera.

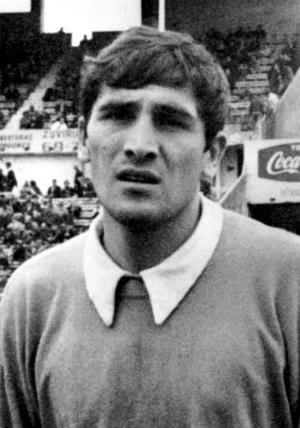
Un giovane Gatti nel 1966

Nel 1980 Gatti si rese protagonista di un curioso episodio: trovandosi di fronte un giovanissimo e ancora poco conosciuto Diego Armando Maradona, cercò di intimorirlo, dicendogli: "Sei un barilotto grassottello, non potrai mai segnarmi". In quella stessa partita Maradona gli segnò quattro gol, come promessogli prima della partita.
Agli inizi del 1981, Gatti perse la titolarità del ruolo in favore di Carlos Rodríguez. Nella squadra giocarono anche Diego Armando Maradona e Miguel Brindisi. Durante la partita con l'Estudiantes de La Plata, l'allenatore Silvio Marzolini decise di restituire la titolarità a Gatti dopo un diverbio con Rodríguez. El Loco non tradì le aspettative: in un'azione di contropiede si avventurò fuori dall'area per intercettare il pallone, effettuò un tiro lunghissimo fin oltre il centrocampo per passare a Perotti, il quale riuscì a segnare l'unico gol della partita.
Verso la fine degli anni ottanta, abbandonò definitivamente i club argentini, a causa di alcune polemiche sorte per il suo sostegno al presidente Alfonsin (essendo i tifosi del Boca Juniors tradizionalmente di fede peronista).

### Nazionale
Titolare inamovibile della Nazionale argentina per un breve periodo degli anni settanta, nella seconda metà di quel decennio fu costretto ad assentarsi per poche gare a causa di un leggero infortunio, venendo sostituito da Ubaldo Fillol. Al rientro dall'infortunio fu costretto alla panchina dall'allenatore perché Fillol si dimostrò molto affidabile e più giovane. Pochi mesi prima dell'inizio del campionato del mondo 1978, rinunciò alla convocazione in Nazionale, a causa delle continue critiche espresse dai giornali argentini in merito ad una sua presunta scarsa forma: proprio in quell'anno in cui l'Argentina vinse il primo titolo di Campione del Mondo.

## Palmarès

### Club

#### Competizioni nazionali
- Campionato argentino: 3

Boca Juniors: Metropolitano 1976, Nacional 1976, Metropolitano 1981

#### Competizioni internazionali
- Coppa Libertadores: 2

Boca Juniors: 1977, 1978
- Coppa Intercontinentale: 1

Boca Juniors: 1977

### Individuale
- Calciatore argentino dell'anno: 1

1982